# Уайт (остров, Канада)
Вижте пояснителната страница за други значения на Уайт.
Остров Уайт (на английски: White Island) е 46-ият по големина остров в Канадския арктичен архипелаг. Площта му е 789 км2, която му отреждо 57-о място сред островите на Канада. Административно принадлежи към канадската територия Нунавут. Необитаем.
Островът се намира в югозападната част на Басейна Фокс, северно от големия остров Саутхамптън, от който го отделят широкия 2 км проток Комер Стрийт на югозапад и 10-километровия проток Фалкон Стрийт на юг. На североизток широкия 20 км проток Фрозен Стрийт отделя Уайт от остров Ванситарт, а на 22 км на север се намира южното крайбрежие на големия канадски п-ов Мелвил.
Остров Уайт се простира от северозапад на югоизток на 55 км, а максималната му ширина е 20 км. Бреговата му линия с дължина 188 км е сравнително слабо разчленена в сравнение с останалите острови на архипелага.
Покрай югозападното крайбрежие на острова се простира низина, която постепенно преминава на североизток в хълмисти възвишения с максимална височина връх Торнс Хил (380 м). Покрай северното и източното крайбрежие и в протока Комер Стрийт има пръснати многочислени малки острови. Цялият остров е изпъстрен със стотици малки езера, като най-голямото от тях, в центъра на острова е с дължина 17 км.
Североизточното крайбрежие на острова, обърнато към протока Фрозен Стрийт е открито на 12 юли 1615 г. от английските мореплаватели Робърт Байлот и Уилям Бафин, по време на плаване за търсене на Северозападния морски проход. Двеста години по-късно, през август 1821 г. англичанинът Уилям Едуард Пари, който също търси безуспешно Северозападния проход, открива вторично североизточното крайбрежие на острова и го изследва, но едва в края на XIX в. е доказано островното положение на Уайт, след като са открити протоците Комер Стрийт и Фалкон Стрийт, отделящи го от остров Саутхамптън.
|  | Тази страница частично или изцяло представлява превод на страницата „Уайт (остров, Канада)“ в Уикипедия на руски. Оригиналният текст, както и този превод, са защитени от Лиценза „Криейтив Комънс – Признание – Споделяне на споделеното“, а за съдържание, създадено преди юни 2009 година – от Лиценза за свободна документация на ГНУ. Прегледайте историята на редакциите на оригиналната страница, както и на преводната страница, за да видите списъка на съавторите. ВАЖНО: Този шаблон се отнася единствено до авторските права върху съдържанието на статията. Добавянето му не отменя изискването да се посочват конкретни източници на твърденията, които да бъдат благонадеждни. |